# Grad Vrbovec
Grad Vrbovec (nemško Altenburg) je grad, ki stoji v Očini Nazarje, ob sotočju rek Drete in Savinje v Zgornji Savinjski dolini. 
Zdaj je v njem Muzej Vrbovec, muzej gozdarstva in lesarstva.

## Zgodovina
Slovensko ime Vrbovec izhaja iz nekdanjega izraza v vrbovju.
Grad Vrbovec so v 12. stoletju pozidali oglejski patriarhi na alodialni gospoščini, ki so jo leta 1140 dobili od rodbine Teobalda Chagerja. Grad se izrecno omenja leta 1248 kot Castrum Altemburch. Grad in gospoščino so upravljali patriarhovi oskrbniki. Po letu 1282 so ga imeli v fevdu vovbrški grofje s Koroške, ki so ga dali v nadaljnji fevd 1286 vitezom Vrbovškim, imenovanim po gradu.  Ko pa so Vovbrški leta 1322 izumrli, so Vrbovški prevzeli posest neposredno v svoje roke. Leta 1360 sta brata Eberhard in Burkard Vrbovška polovico gradu in gospoščine prodala celjskim grofom, ki pa so vse to dali naprej v fevd Otonu in Janezu Bistriškima. Leta 1367 so pridobili Celjski še drugo polovico najprej v zastavo in 1369 tudi v last od Kola iz Vuzenice, hkrati pa jim je oglejski patriarh posest še isto leto potrdil tudi formalno v fevd. Celjski so ga obdržali do izumrtja 1456.  
Posest je nato prešla v roke deželnega kneza oziroma Habsburžanov, ki jo je dajal v oskrbo. Leta 1458 jo je dobil v zakup Tomaž Pfafoitscher, leta 1472 je bil oskrbnik Benko pl. Lustthal. Leta 1478 jo je dobil v fevd Jurij Obračan, leta 1505 Tomaž Gradeneški, pred letom 1527 baron Janez Kacijanar s svojo soprogo Elizabeto Strmolsko kot dedni fevd. Grad je nasledila njuna hči Sholastika, soproga Ulrika barona pl. Eitzingama, ki je Vrbovec prodala Hansu Regallu z Rač. 
Leta 1615 je grad in gospoščino kupil ljubljanski škof Tomaž Hren. Med drugo svetovno vojno leta 1944 so ga požgali partizani.